# توماس هربرت لينوكس
توماس هربرت لينوكس هو سياسي كندي، ولد في 7 أغسطس 1869 في إنيسفيل في كندا، وتوفي في 3 مايو 1934 في تورونتو في كندا. حزبياً، نشط في حزب أونتاريو المحافظ التقدمي. وقد انتخب عضو برلمان مقاطعة أونتاريو وانتخب عضو مجلس العموم الكندي.